# Anna Maria Cisint
Anna Maria Cisint (nascida a 7 de Outubro de 1963) é uma política italiana da Lega que foi eleita membro do Parlamento Europeu em 2024. Anteriormente, serviu como prefeita de Monfalcone de 2016 a 2024. Ela também ficou conhecida pelas suas opiniões controversas sobre imigrantes.